# Premi e candidature per X-Files
Nel corso delle sue nove stagioni, la serie televisiva X-Files ha ricevuto numerosi premi che ne hanno accresciuto il prestigio, tra cui spiccano 16 premi Emmy, cinque Golden Globe e un Peabody Award.

## Premi Emmy
- Premi Emmy 1994
  - Premio per il miglior design grafico e titoli di testa a James Castle, Bruce Bryant, Carol Johnsen
  - Candidatura per la miglior composizione musicale di una sigla a Mark Snow

- Premi Emmy 1995
  - Candidatura per la miglior serie drammatica a Chris Carter, R.W. Goodwin, James Wong, Glen Morgan, Howard Gordon, Rob Bowman, David Nutter, Joseph Patrick Finn, Kim Manners e Paul Rabwin
  - Candidatura per la miglior sceneggiautura di una serie drammatica a Chris Carter per l'episodio Duane Barry
  - Candidatura per la miglior attrice guest star in una serie drammatica a CCH Pounder per aver interpretato l'agente Kazdin nell'episodio Duane Barry
  - Candidatura per la miglior fotografia a John S. Bartley per l'episodio One Breath
  - Candidatura per il miglior montaggio di una serie single-camera a James Coblentz per l'episodio Duane Barry
  - Candidatura per il miglior montaggio di una serie single-camera a Stephen Mark per l'episodio Sleepless
  - Candidatura per il miglior montaggio audio a Thierry J. Couturier, Maciek Malish, Christopher B. Reeves, Marty Stein, H. Jay Levine, Stuart Calderon, Michael Kimball, David F. Van Slyke, Susan Welsh, Chris Fradkin, Matthew West, Ira Leslie, Jeff Charbonneau, Debby Ruby-Winsberg, Kitty Malone, Yvonne Preble per l'episodio Duane Barry

- Premi Emmy 1996
  - Premio per la miglior sceneggiatura di una serie drammatica a Darin Morgan per l'episodio Clyde Bruckman's Final Repose
  - Premio per il miglior attore guest star in una serie drammatica a Peter Boyle per aver interpretato Clyde Bruckman nell'episodio Clyde Bruckman's Final Repose
  - Premio per la miglior fotografia a John S. Bartley per l'episodio Grotesque
  - Premio per il miglior montaggio audio a Thierry J. Couturier, Maciek Malish, Christopher B. Reeves, Mike Goodman, Debby Ruby-Winsberg, Susan Welsh, Michael Kimball, Rick Hinson, Ira Leslie, Marty Stein, Jeff Charbonneau, Kitty Malone, Joseph T. Sabella, Jerry Jacobson, Greg Pusateri per l'episodio Nisei
  - Premio per il miglior missaggio audio di una serie drammatica a Michael T. Williamson, David John West, Nello Torri, Douglas A. Turner per l'episodio Nisei
  - Candidatura per la miglior serie drammatica a Chris Carter, R.W. Goodwin, Howard Gordon, Joseph Patrick Finn, Rob Bowman, Kim Manners e Paul Rabwin
  - Candidatura per la miglior attrice protagonista in una serie drammatica a Gillian Anderson per aver interpretato Dana Scully
  - Candidatura per la miglior direzione artistica a Graeme Murray, Shirley Inget per l'episodio Jose Chung's 'From Outer Space'

- Premi Emmy 1997
  - Premio per la miglior attrice protagonista in una serie drammatica a Gillian Anderson per aver interpretato Dana Scully
  - Premio per la miglior direzione artistica a Graeme Murray, Gary Pembroke Allen, Shirley Inget per l'episodio Jose Chung's 'From Outer Space'
  - Premio per il miglior montaggio audio a Thierry J. Couturier, Stuart Calderon, Ira Leslie, Maciek Malish, Debby Ruby-Winsberg, Chris Fradkin, H. Jay Levine, Christopher B. Reeves, Susan Welsh, Jeff Charbonneau, Gary Marullo, Michael Salvetta per l'episodio Tempus Fugit
  - Candidatura per la miglior serie drammatica a Chris Carter, R.W. Goodwin, Howard Gordon, James Wong, Glen Morgan, Ken Horton, Joseph Patrick Finn, Rob Bowman, Kim Manners, Paul Rabwin, Frank Spotnitz, Vince Gilligan, Lori Jo Nemhauser
  - Candidatura per il miglior attore protagonista in una serie drammatica a David Duchovny per aver interpretato Fox Mulder
  - Candidatura per la miglior regia di una serie drammatica a James Wong per l'episodio Musings of a Cigarette Smoking Man
  - Candidatura per la miglior sceneggiatura di una serie drammatica a John Shiban, Frank Spotnitz, Chris Carter, Vince Gilligan a per l'episodio Memento Mori
  - Candidatura per la miglior composizione musicale a Mark Snow per l'episodio Paper Hearts
  - Candidatura per il miglior montaggio di una serie single-camera a Jim Grossper l'episodio Terma
  - Candidatura per il miglior montaggio di una serie single-camera a Heather MacDougall per l'episodio Tempus Fugit
  - Candidatura per il miglior missaggio audio di una serie drammatica a David John West, Nello Torri, Harry Andronis, Michael T. Williamson per l'episodio Tempus Fugit
  - Candidatura per il miglior trucco a Laverne Munroe e Toby Lindala per l'episodio Leonard Betts

- Premi Emmy 1998
  - Premio per la miglior direzione artistica a Graeme Murray, Greg Loewen, Shirley Inget per l'episodio The Post-Modern Prometheus
  - Premio per il miglior montaggio di una serie single-camera a Heather MacDougall l'episodio Kill Switch
  - Candidatura per la miglior serie drammatica a Chris Carter, R.W. Goodwin, Frank Spotnitz, Vince Gilligan, Ken Horton, Joseph Patrick Finn, Rob Bowman, Kim Manners, Paul Rabwin, Lori Jo Nemhauser, John Shiban
  - Candidatura per il miglior attore protagonista in una serie drammatica a David Duchovny per aver interpretato Fox Mulder
  - Candidatura per la miglior attrice protagonista in una serie drammatica a Gillian Anderson per aver interpretato Dana Scully
  - Candidatura per la miglior attrice guest star in una serie drammatica a Veronica Cartwright per aver interpretato Cassandra Spender negli episodi Patient X e The Red & The Black
  - Candidatura per la miglior attrice guest star in una serie drammatica a Lili Taylor per aver interpretato Marty Glenn nell'episodio Mind's Eye
  - Candidatura per la miglior regia di una serie drammatica a Chris Carter per l'episodio The Post-Modern Prometheus
  - Candidatura per la miglior sceneggiatura di una serie drammatica a Chris Carter per l'episodio The Post-Modern Prometheus
  - Candidatura per la miglior composizione musicale a Mark Snow per l'episodio The Post-Modern Prometheus
  - Candidatura per la miglior fotografia a Joel Ransom per l'episodio The Post-Modern Prometheus
  - Candidatura per il miglior montaggio di una serie single-camera a Casey O. Rohrs per l'episodio Mind's Eye
  - Candidatura per il miglior montaggio di una serie single-camera a Lynne Willingham per l'episodio The Post-Modern Prometheus
  - Candidatura per il miglior montaggio audio a Thierry J. Couturier, Maciek Malish, H. Jay Levine, Gabrielle Gilbert Reeves, Mike Goodman, Ira Leslie, Chris Fradkin, Rick Hinson, Michael Kimball, Jeff Charbonneau, Gary Marullo, Michael Salvetta per l'episodio The Red And The Black
  - Candidatura per il miglior missaggio audio di una serie drammatica a Michael T. Williamson, David John West, Harry Andronis, Kurt Kassulke per l'episodio The Red And The Black
  - Candidatura per il miglior trucco a Laverne Basham, Pearl Louie, Toby Lindala, Dave Coughtry, Rachel Griffin, Robin Lindala, Leanne Rae Podavin, Geoff Redknap, Tony Wohlgemuth, Wayne Dang, Vince Yoshida per l'episodio The Post-Modern Prometheus

- Premi Emmy 1999
  - Premio per il miglior trucco a Cheri Montesanto, Laverne Basham, John Vulich, Kevin Westmore, Greg Funk, John Wheaton, Mark Shostrom, Rick Stratton, Jake Garber, Craig Reardon, Fionagh Cush, Steve LaPorte, Kevin Haney, Jane Aull, Perri Sorel, Jeanne Van Phue, Julie Travis-Socash per l'episodio Two Fathers/One Son
  - Candidatura per la miglior attrice protagonista in una serie drammatica a Gillian Anderson per aver interpretato Dana Scully
  - Candidatura per la miglior attrice guest star in una serie drammatica a Veronica Cartwright per aver interpretato Cassandra Spender negli episodi Two Fathers e One Son
  - Candidatura per la miglior composizione musicale a Mark Snow per l'episodio S.R. 819
  - Candidatura per la miglior fotografia a Bill Roe per l'episodio The Unnatural
  - Candidatura per la miglior direzione artistica a Corey Kaplan, Lauren E. Polizzi, Sandy Getzler, Timothy Stepeck per l'episodio One Son
  - Candidatura per il miglior montaggio di una serie single-camera a Heather MacDougall per l'episodio S.R. 819
  - Candidatura per il miglior montaggio audio a Thierry J. Couturier, Stuart Calderon, Mike Goodman, H. Jay Levine, Maciek Malish, George Nemzer, Cecilia Perna, Christopher B. Reeves, Gabrielle Gilbert Reeves, Jeff Charbonneau, Gary Marullo, Michael Salvetta per l'episodio Triangle

- Premi Emmy 2000
  - Premio per il miglior trucco a Cheri Montesanto, Kevin Westmore, Laverne Basham, Greg Funk, Cindy J. Williams per l'episodio Theef
  - Premio per il miglior missaggio audio di una serie drammatica a Steve Cantamessa, David John West, Harry Andronis, Ray O'Reilly per l'episodio First Person Shooter
  - Candidatura per la miglior composizione musicale a Mark Snow per l'episodio Theef
  - Premio per i migliori effetti speciali visivi a Bill Millar, Deena Burkett, Monique Klauer, Don Greenberg, Jeff Zaman, Steven J. Scott, Steve Strassburger, Cory Strassburger per l'episodio First Person Shooter
  - Candidatura per i migliori effetti speciali visivi a Bill Millar, Deena Burkett, Monique Klauer, Don Greenberg per l'episodio Rush
  - Candidatura per il miglior montaggio audio a Thierry J. Couturier, Cecilia Perna, Debby Ruby-Winsberg, Donna Beltz, H. Jay Levine, Ken Gladden, Michael Kimball, Stuart Calderon, Susan Welsh, Jeff Charbonneau, Michael Salvetta, Sharon Michaels per l'episodio First Person Shooter

- Premi Emmy 2001
  - Premio per il miglior trucco a Cheri Montesanto, Matthew W. Mungle, Laverne Munroe, Clinton Wayne, Robin L. Neal per l'episodio Deadalive
  - Candidatura per la miglior fotografia a Bill Roe per l'episodio This Is Not Happening

- Premi Emmy 2002
  - Candidatura per la miglior composizione musicale a Mark Snow per l'episodio The Truth

## Golden Globe
- Golden Globe 1995
  - Premio per la miglior serie drammatica

- Golden Globe 1996
  - Candidatura per il miglior attore in una serie drammatica a David Duchovny
  - Candidatura per la miglior attrice in una serie drammatica a Gillian Anderson

- Golden Globe 1997
  - Premio per la miglior serie drammatica
  - Premio per il miglior attore in una serie drammatica a David Duchovny
  - Premio per la miglior attrice in una serie drammatica a Gillian Anderson

- Golden Globe 1998
  - Premio per la miglior serie drammatica
  - Candidatura per il miglior attore in una serie drammatica a David Duchovny
  - Candidatura per la miglior attrice in una serie drammatica a Gillian Anderson

- Golden Globe 1999
  - Candidatura per la miglior serie drammatica
  - Candidatura per il miglior attore in una serie drammatica a David Duchovny
  - Candidatura per la miglior attrice in una serie drammatica a Gillian Anderson

## British Academy Television Awards
- BAFTA Awards 1996
  - Premio del pubblico

- BAFTA Awards 1999
  - Candidatura per il miglior programma televisivo internazionale

## Peabody Awards
Nel 1996 la serie è stata insignita del Peabody Award.

## Directors Guild of America Awards
- Directors Guild of America Awards 1996
  - Candidatura per la miglior realizzazione nella regia di una serie drammatica a Chris Carter per l'episodio The List

- Directors Guild of America Awards 1998
  - Candidatura per la miglior realizzazione nella regia di una serie drammatica a Chris Carter per l'episodio The Post-Modern Prometheus

- Directors Guild of America Awards 1999
  - Candidatura per la miglior realizzazione nella regia di una serie drammatica a Chris Carter per l'episodio Triangle

## Writers Guild of America Awards
- Writers Guild of America Awards 1996
  - Candidatura per il miglior episodio di una serie drammatica a Chris Carter per l'episodio Duane Barry

- Writers Guild of America Awards 1997
  - Candidatura per il miglior episodio di una serie drammatica a Darin Morgan per l'episodio Clyde Bruckman's Final Repose

## Screen Actors Guild Awards
- Screen Actors Guild Awards 1996
  - Premio per la miglior interpretazione di un'attrice a Gillian Anderson
  - Candidatura per la miglior interpretazione di un attore a David Duchovny

- Screen Actors Guild Awards 1997
  - Premio per la miglior interpretazione di un'attrice a Gillian Anderson
  - Candidatura per la miglior interpretazione di un attore a David Duchovny
  - Candidatura per la miglior interpretazione di un cast corale a Gillian Anderson, William B. Davis, David Duchovny, Mitch Pileggi e Steven Williams

- Screen Actors Guild Awards 1998
  - Candidatura per la miglior interpretazione di un attore a David Duchovny
  - Candidatura per la miglior interpretazione di un'attrice a Gillian Anderson
  - Candidatura per la miglior interpretazione di un cast corale a Gillian Anderson, William B. Davis, David Duchovny e Mitch Pileggi

- Screen Actors Guild Awards 1999
  - Candidatura per la miglior interpretazione di un attore a David Duchovny
  - Candidatura per la miglior interpretazione di un'attrice a Gillian Anderson
  - Candidatura per la miglior interpretazione di un cast corale a Gillian Anderson, William B. Davis, David Duchovny, Chris Owens, James Pickens Jr. e Mitch Pileggi

- Screen Actors Guild Awards 2000
  - Candidatura per la miglior interpretazione di un attore a David Duchovny
  - Candidatura per la miglior interpretazione di un'attrice a Gillian Anderson

- Screen Actors Guild Awards 2001
  - Candidatura per la miglior interpretazione di un'attrice a Gillian Anderson

## Saturn Awards
- Saturn Awards 1994
  - Candidatura per la miglior serie televisiva di genere

- Saturn Awards 1995
  - Premio per la miglior serie televisiva di genere

- Saturn Awards 1997
  - Premio per la miglior serie televisiva di genere
  - Premio per la miglior attrice di una serie di genere a Gillian Anderson
  - Candidatura per il miglior attore di una serie di genere a David Duchovny

- Saturn Awards 1998
  - Candidatura per la miglior serie televisiva di genere
  - Candidatura per il miglior attore di una serie di genere a David Duchovny
  - Candidatura per la miglior attrice di una serie di genere a Gillian Anderson

- Saturn Awards 1999
  - Premio per la miglior serie televisiva di genere
  - Candidatura per il miglior attore di una serie di genere a David Duchovny
  - Candidatura per la miglior attrice di una serie di genere a Gillian Anderson

- Saturn Awards 2000
  - Candidatura per la miglior serie televisiva di genere
  - Candidatura per la miglior attrice di una serie di genere a Gillian Anderson

- Saturn Awards 2001
  - Premio per il miglior attore di una serie televisiva a Robert Patrick
  - Candidatura per la miglior serie televisiva di genere
  - Candidatura per la miglior attrice di una serie televisiva a Gillian Anderson

- Saturn Awards 2002
  - Candidatura per la miglior serie televisiva
  - Candidatura per il miglior attore di una serie televisiva a Robert Patrick
  - Candidatura per la miglior attrice di una serie televisiva a Gillian Anderson
  - Candidatura per la miglior attrice non protagonista di una serie televisiva a Annabeth Gish

- Saturn Awards 2003
  - Candidatura per la miglior distribuzione su DVD di una serie televisiva, per la quinta e sesta stagione

## Satellite Awards
- Satellite Awards 1997
  - Premio per la miglior serie televisiva drammatica
  - Premio per la miglior interpretazione di un attore in una serie drammatica a David Duchovny
  - Candidatura per la miglior interpretazione di un'attrice in una serie drammatica a Gillian Anderson

- Satellite Awards 1998
  - Candidatura per la miglior serie televisiva drammatica
  - Candidatura per la miglior interpretazione di un attore in una serie drammatica a David Duchovny
  - Candidatura per la miglior interpretazione di un'attrice in una serie drammatica a Gillian Anderson

- Satellite Awards 1999
  - Candidatura per la miglior serie televisiva drammatica
  - Candidatura per la miglior interpretazione di un'attrice in una serie drammatica a Gillian Anderson

- Satellite Awards 2001
  - Candidatura per la miglior interpretazione di un'attrice in una serie drammatica a Gillian Anderson

## Eddie Awards
L'American Cinema Editors ha candidato la serie agli Eddie Awards per due volte:
- nel 1997, candidatura per il miglior montaggio di una serie televisiva a Heather MacDougall per l'episodio Unrhue
- nel 1998, candidatura per il miglior montaggio di una serie televisiva a Lynne Willingham per l'episodio Post Modern Prometheus

## Art Directors Guild Awards
Tra il 1999 e il 2001 la serie ha ottenuto i seguenti riconoscimenti agli Art Directors Guild Awards, dedicati all'eccellenza nella produzione di scenografie:
- nel 1999 premio per la miglior scenografia di una serie televisiva a Corey Kaplan, Sandy Getzler, Lauren E. Polizzi

Kevin Kavanaugh 
- nel 2000 candidatura per la miglior scenografia di una serie televisiva a Corey Kaplan, Phil Dagort, Sandy Getzler, Steven R. Miller per l'episodio Amor Fati
- nel 2001 premio per la miglior scenografia di una serie televisiva single-camera a Corey Kaplan, Phil Dagort, Sandy Getzler, Steven R. Miller per l'episodio Without

## Artios Awards
Nel 1994 la Casting Society of America ha candidato Rick Millikan e Lynne Carrow Artios per un Artios Award al miglior casting di una serie drammatica.

## ASC Award
L'American Society of Cinematographers ha attribuito alla serie i seguenti riconoscimenti:
- nel 1994 candidatura per la miglior realizzazione nella fotografia di film TV o episodi pilota a Thomas Del Ruth
- nel 1995 candidatura per la miglior realizzazione nella fotografia di una serie televisiva a John S. Bartley per l'episodio Duane Barry
- nel 1996 candidatura per la miglior realizzazione nella fotografia di una serie televisiva a John S. Bartley per l'episodio 731
- nel 1997 candidatura per la miglior realizzazione nella fotografia di una serie televisiva a John S. Bartley per l'episodio Grotesque
- nel 1999 premio per la miglior realizzazione nella fotografia di una serie televisiva a Bill Roe per l'episodio Drive
- nel 1999 candidatura per la miglior realizzazione nella fotografia di una serie televisiva a Joel Ransom per l'episodio Traveler
- nel 2000 candidatura per la miglior realizzazione nella fotografia di una serie televisiva a Bill Roe per l'episodio Agua Mala
- nel 2001 candidatura per la miglior realizzazione nella fotografia di una serie televisiva a Bill Roe per l'episodio Patience
- nel 2002 candidatura per la miglior realizzazione nella fotografia di una serie televisiva a Bill Roe per l'episodio This Is Not Happening
- nel 2003 candidatura per la miglior realizzazione nella fotografia di una serie televisiva a Bill Roe per l'episodio Release

## ASCAP Film and Television Music Awards
Dal 1996 al 1999 l'ASCAP ha riconosciuto Mark Snow tra i compositori delle migliori serie.

## CAS Awards
La Cinema Audio Society ha candidato la serie per il miglior missaggio di una serie televisiva nel 1996, per l'episodio Humbug; nel 1997, per l'episodio Tunguska; nel 1998, per l'episodio The Post-Modern Prometheus I; nel 2000, per l'episodio The Unnatural; nel 2003, per l'episodio The Truth.

## Golden Reel Awards
La Motion Picture Sound Editors ha attribuito la serie i seguenti riconoscimenti:
- nel 1998 premio per il miglior montaggio sonoro (effetti e rumori) per l'episodio Tempus Fugit
- nel 1999 candidatura per il miglior montaggio sonoro (musiche)
- nel 1999 candidatura per il miglior montaggio sonoro (dialoghi)
- nel 2000 candidatura per il miglior montaggio sonoro (effetti e rumori) per l'episodio Agua Mala
- nel 2000 candidatura per il miglior montaggio sonoro (dialoghi) per l'episodio The Unnatural
- nel 2002 candidatura per il miglior montaggio sonoro (effetti e rumori) per l'episodio Daemonicus
- nel 2003 candidatura per il miglior montaggio sonoro (effetti e rumori) per l'episodio The Truth

## Edgar Awards
Nel 1995 Chris Carter è stato candidato per un Edgar Allan Poe Award al miglior episodio di una serie televisiva grazie all'episodio The Erlenmeyer Flask; l'anno successivo per lo stesso riconoscimento è stato candidato Darin Morgan per l'episodio Humbug.

## Hollywood Makeup Artist and Hair Stylist Guild Awards
Nel 2000 la serie è stata candidata a due Hollywood Makeup Artist and Hair Stylist Guild Awards:
- premio per il miglior trucco per un episodio in costume a Cheri Montesanto, Kevin Westmore e Laverne Munroe per l'episodio Triangle
- candidatura per il miglior trucco di una serie televisiva a Cheri Montesanto e Kevin Westmore per il doppio episodio Two Fathers/One Son.

## PGA Awards
La Producers Guild of America nel 1999 ha assegnato un Nova Award a Chris Carter riconoscendolo come uno dei produttori televisivi più promettenti.

## Telegatto
Nel 1996 alla serie è stato assegnato il Telegatto al miglior telefilm straniero, ritirato da Gillian Anderson.

## Teen Choice Awards
Nel 1999 la serie è stata candidata come miglior serie drammatica ai Teen Choice Awardss.

## Television Critics Association Awards
Tra il 1994 e il 1998 la Television Critics Association ha assegnato alla serie i seguenti riconoscimenti:
- nel 1994 candidatura per la miglior serie drammatica
- nel 1995 candidatura per la miglior serie drammatica
- nel 1995 candidatura per il programma televisivo dell'anno
- nel 1996 candidatura per la miglior serie drammatica
- nel 1997 candidatura per la miglior serie drammatica
- nel 1997 candidatura per il programma televisivo dell'anno
- nel 1997 candidatura per il miglior attore in una serie drammatica a David Duchovny
- nel 1997 candidatura per la miglior attrice in una serie drammatica a Gillian Anderson
- nel 1998 candidatura per la miglior serie drammatica

## Young Artist Awards
Nel 2000 Jeffrey Schoeny è stato candidato al Young Artist Award per il miglior attore di dieci anni o meno in una serie drammatica; premio vinto nel 2003 da Gavin Fink.